# André van Duin
André van Duin (alias de Adrianus Marinus Kyvon), né le 20 février 1947 à Rotterdam, est un acteur comique et chanteur néerlandais.

## Galerie

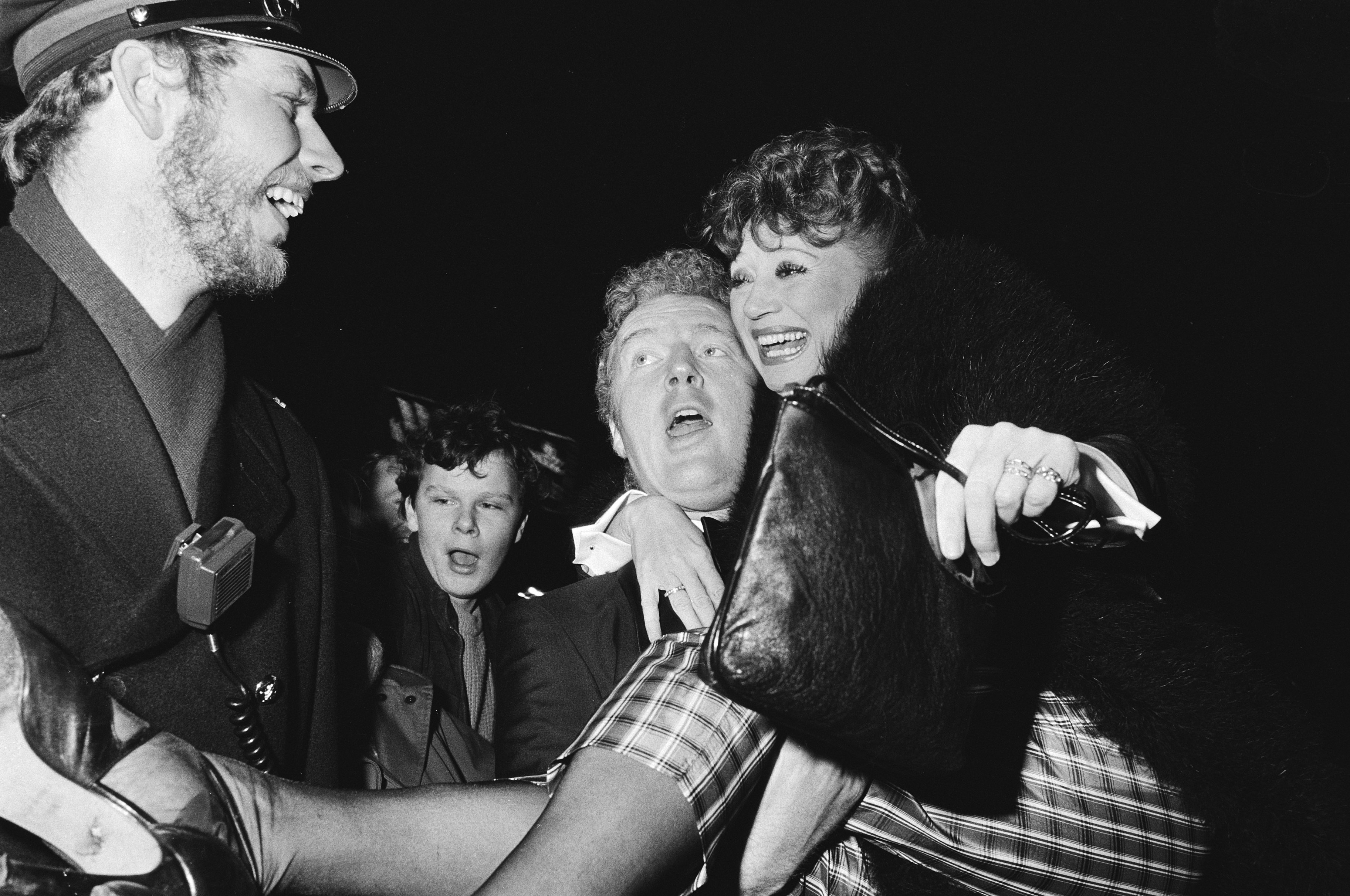
André van Duin et Corrie van Gorp le soir de la première de De boezemvriend.